# Juan Manuel Rodríguez (rugbista)
Juan Manuel Rodríguez (Uruguay, 15 de diciembre de 1996) es un jugador profesional uruguayo de rugby que se desempeña en la posición de segunda línea en Peñarol Rugby, equipo perteneciente a la liga Super Rugby Américas.

## Carrera
Rodríguez comenzó su carrera deportiva con el equipo Trébol Rugby Club. En 2023 se unió a Peñarol Rugby, donde lleva jugando dos temporadas. También fue parte de la Selección de rugby de Uruguay.